# Heinrich-Schliemann-Gedenkstätte

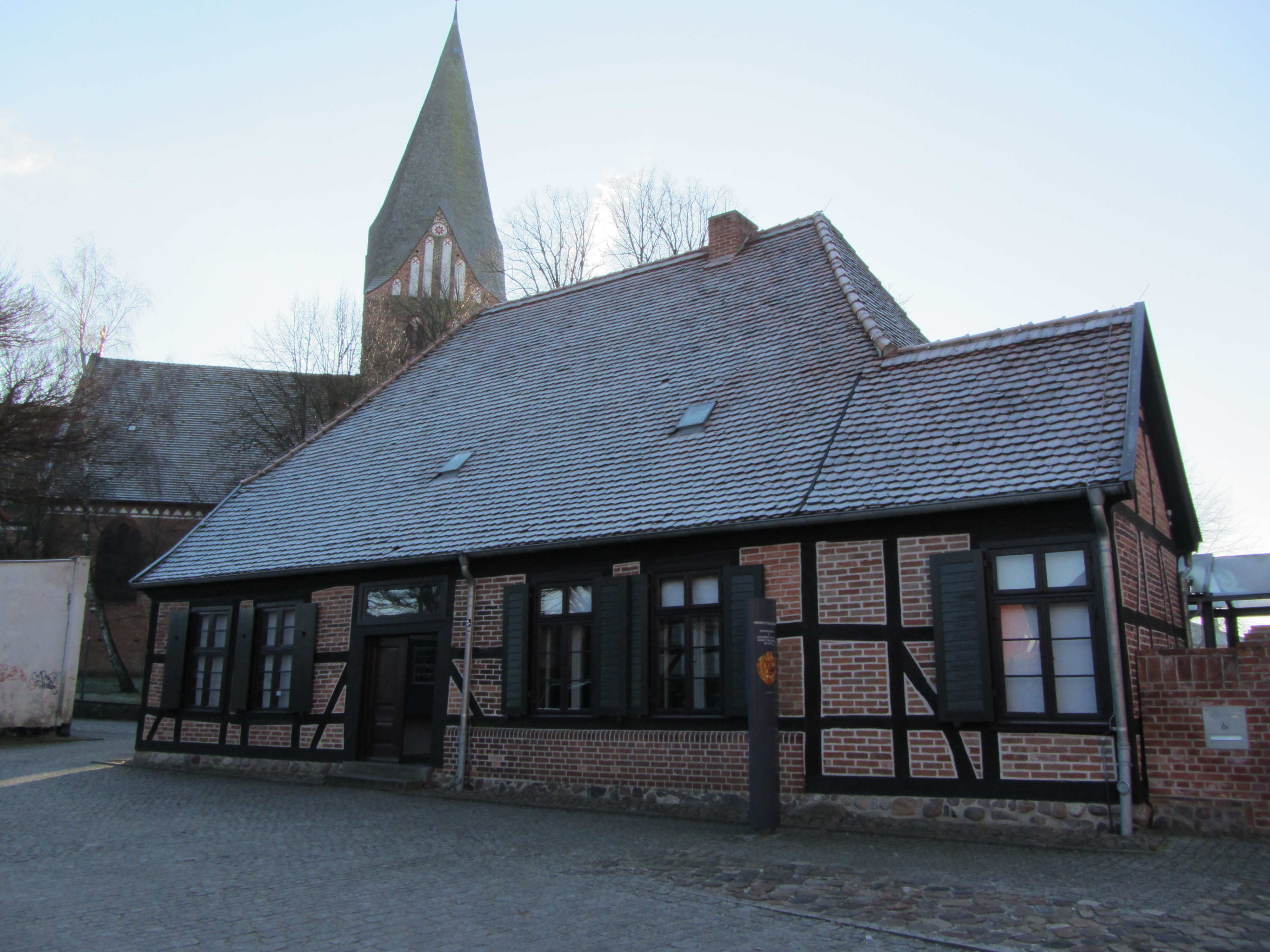
Heinrich-Schliemann-Gedenkstätte Neubukow

Die Heinrich-Schliemann-Gedenkstätte ist ein Museum für den Archäologen Heinrich Schliemann (1822–1890) in dessen Geburtsstadt Neubukow in Mecklenburg-Vorpommern.
Eine Dauerausstellung informiert anhand von Schautafeln, Repliken und Originalfunden über Schliemanns Leben und Werk. Wechselnde Sonderausstellungen behandeln schwerpunktmäßig archäologische Themen sowie regionale Geschichte, Kunst und Kultur.

## Geschichte
Die Ausstellung der Heinrich-Schliemann-Gedenkstätte wurde anlässlich des 150. Geburtstages von Heinrich Schliemann als berühmtem Sohn der Stadt Neubukow im Januar 1972 erarbeitet. Sie wurde von dem Archäologen Konrad Zimmermann konzipiert und war zunächst in der Aula der damaligen Heinrich-Schliemann-Oberschule zu besichtigen. Zwischen 1973 und 1975 wurde diese Ausstellung in einen neu eingerichteten Gedenkraum in der Gemeindebibliothek in direkter Nachbarschaft des Pfarrhauses überführt und mit Originalfunden aus Troja als Dauerleihgaben  der Universität Rostock ergänzt.
1992 fand, ebenfalls durch Konrad Zimmermann, eine inhaltliche und gestalterische Neubearbeitung der Ausstellung statt. Seit 2003 befindet sich die Heinrich-Schliemann-Gedenkstätte im denkmalgeschützten ehemaligen Rektorhaus Am Brink 1 und hatte mit Burkhard Albrecht ihren ersten hauptamtlichen Leiter. Vom November 2004 bis November 2015 leitete Christian Bresching die Gedenkstätte, bevor sie von Sabine Tonn bis März 2021 geführt wurde. Seit 1. April 2021 ist Katja Winger Leiterin der Gedenkstätte und des Bürgerhauses.
2021 wurde die Dauerausstellung durch vier Hörstationen und ein Medienterminal ergänzt.

## Heinrich-Schliemann-Klub
Seit 1975 gibt es in Neubukow einen Zusammenschluss interessierter und engagierter Bürger, den Heinrich-Schliemann-Klub. Dieser war maßgeblich an der Einrichtung der Gedenkstätte beteiligt und initiiert regelmäßige Veranstaltungen, die zumeist im Haus der Gedenkstätte stattfinden. Vorsitzender des Klubs, welcher zuerst „Interessengemeinschaft Heimatgeschichte/Schliemannaktiv“ hieß, war zunächst Walter Haak. Seit Mitte der 1980er Jahre wurde der Klub als „Klubgemeinschaft im Kulturbund der DDR“ von Wolfgang Frank geführt, bevor 1989–2017 Hans Albert Kruse den ab 1990 als Heinrich-Schliemann-Klub bezeichneten Verein leitete. Seit 2018 ist Christian Bresching Vorsitzender des Klubs.